# Rakitovszky Géza
Rakitovszky Géza (Budapest, Erzsébetváros, 1902. január 2. – Budapest, Erzsébetváros, 1959. június 6.) egyszeres magyar bajnok labdarúgó, csatár, elektrotechnikus, kereskedelmi utazó. Testvére, Rakitovszky Gyula szintén az MTK labdarúgója volt. A sportsajtóban Rakitovszky I néven volt ismert.

## Családja
Rakitovszky Gyula és Tóth Erzsébet fia. 1927. augusztus 11-én Kolozsváron feleségül vette Molnár Magdolnát, Molnár István és Demjén Mária lányát, akitől később elvált. 1938. január 29-én Budapesten, az Erzsébetvárosban házasságot kötött a szintén elvált Kraus Ilonával, Kraus Adolf és Breuer Róza lányával.

## Pályafutása
1921 és 1925 között az MTK-ban szerepelt. A sorozatban tíz bajnoki címet nyerő csapat tagja volt, de nem tartozott a meghatározó játékosok közé, így csak egy bajnoki cím megszerzésben volt része. Halálát keringési elégtelenség okozta.

## Sikerei, díjai
- Magyar bajnokság
  - bajnok: 1921–22